# Чепинско шосе
„Чепинско шосе“ е един от кварталите на София. Намира се в североизточната част на града и е кръстен на едноименния път, който съответно води до софийското село Чепинци. „Чепинско шосе“ е с население от 126 жители по постоянен адрес, и по настоящ адрес 115 жители, а общо с постоянен и настоящ адрес са 105 към 15.03.2024 г., което го прави най-малкия по население квартал на район Кремиковци и София. По едноименното Чепинско шосе вървят автобусни линии №18 и №20.